# Dawid Rotem
Dawid Rotem (hebr.: דוד רותם, ang.: David Rotem, ur. 11 stycznia 1949 w Bene Berak, zm. 8 czerwca 2015) – izraelski adwokat i polityk, w latach 2007–2015 poseł do Knesetu.

## Życiorys
Urodził się 11 stycznia 1949 w Bene Berak.
Ukończył szkołę podstawową i średnią (jesziwę) w Jerozolimie. W latach 1966–1967 studiował w Londynie, następnie ukończył studia prawnicze na Uniwersytecie Hebrajskim. W Siłach Obronnych Izraela był wojskowym adwokatem, służbę ukończył jako porucznik.
Pracował jako adwokat, był wykładowcą prawa na Uniwersytecie Bar-Ilana w Ramat Ganie.
Bezskutecznie kandydował w wyborach w 2006 z listy ugrupowania Nasz Dom Izrael, w skład siedemnastego Knesetu wszedł jednak 16 stycznia 2007 obejmując mandat po śmierci Jurija Szterna. Został zastępcą przewodniczącego, wszedł także w skład komisji konstytyucyjnej, prawa i sprawiedliwości oraz kontroli państwa.
W 2009 uzyskał reelekcję, a w Knesecie osiemnastej kadencji przewodniczył komisji konstytyucyjnej, prawa i sprawiedliwości, a także jednej podkomisji i komisji wspólnej. Zasiadał w komisjach budownictwa; zatwierdzania sędziów oraz interpretacji. W wyborach w 2013 ponownie uzyskał mandat poselski. W dziewiętnastym Knesecie ponownie stanął na czele tej samej komisji, zasiadał także w komisjach etyki oraz budownictwa. W 2015 utracił miejsce w parlamencie. Zmarł 8 czerwca 2015.